# Serik Schumangharin

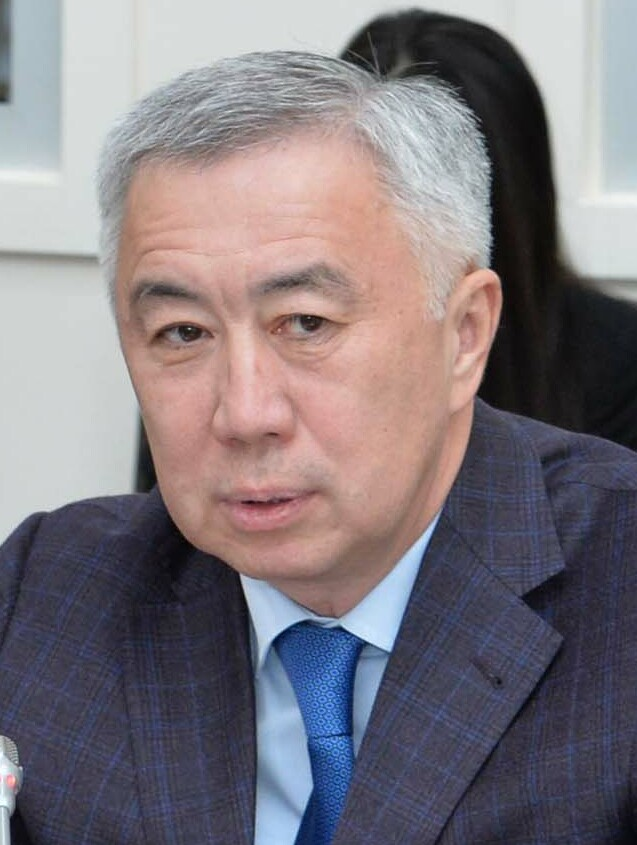
Serik Schumangharin (2023)

Serik Maqaschuly Schumangharin (kasachisch Серік Мақашұлы Жұманғарин Serık Maqaşūly Jūmanğarin, russisch Серик Макашевич Жумангарин Serik Makaschewitsch Schumangarin; * 22. Juli 1969 in Aktjubinsk, Kasachische SSR) ist ein kasachischer Politiker.

## Leben
Schumangharin wurde 1969 in Aktjubinsk geboren. Er erlangte 1993 einen Abschluss in Thermophysik am Moskauer Institut für Energietechnik. Einen weiteren Abschluss in Finanz- und Kreditwesen machte er 1997 an der Staatlichen Böketow-Universität Qaraghandy.
Nach dem Abschluss am Institut für Energietechnik arbeitete Schumangharin zunächst über zehn Jahre lang in der freien Wirtschaft. 2005 wurde er stellvertretender Leiter der Abteilung für Wirtschaft und Haushaltsplanung in der Stadtverwaltung von Aqtöbe. Im April 2006 wechselte er als Abteilungsleiter in die Abteilung für Unternehmertum in der Stadtverwaltung. Am Ende desselben Jahres wurde er stellvertretender Abteilungsleiter für die Region Aqtöbe der kasachischen Agentur zur Regulierung natürlicher Monopole und bereits im nächsten Jahr wurde er deren Abteilungsleiter. Im Juni 2008 wurde er stellvertretender Vorsitzender des Handelsausschusses des Ministeriums für Industrie und Handel sowie Direktor der Abteilung für Handelsentwicklung; dies blieb er bis April 2010. Zwischen Juli 2010 und November 2011 bekleidete er den Posten des stellvertretenden Vorsitzenden der Agentur für die Entwicklung lokaler Inhalte NadLoc. Ab 2012 war er mehrere Monate im Ministerium für wirtschaftliche Entwicklung und Handel tätig, wo er zuerst Direktor der Abteilung für Regionalpolitik und zwischenstaatliche Beziehungen und später Vorsitzender des Ausschusses für regionale Entwicklung war. Von 2013 bis 2014 war Schumangharin stellvertretender Minister für regionale Entwicklung. In den Jahren 2014 bis 2017 war er Vorsitzender des Ausschusses für die Regulierung natürlicher Monopole und den Schutz des Wettbewerbs im kasachischen Wirtschaftsministerium.
2017 wurde er zum stellvertretenden Wirtschaftsminister ernannt. Von 2019 bis 2020 war er dann Mitglied des Vorstands und zuständig für den Bereich Wettbewerb und Kartellregulierung der Eurasischen Wirtschaftskommission, der Aufsichtsbehörde der Eurasischen Wirtschaftsunion. Am 14. September 2020 wurde er zum Vorsitzenden der neu gegründeten Agentur für den Schutz und die Entwicklung des Wettbewerbs ernannt.
Vom 15. August 2022 an war Schumangharin amtierender stellvertretender Premierminister und Minister für Handel und Integration und am 2. September wurde er dann zum stellvertretenden Premierminister und zum Minister für Handel und Integration ernannt. Nach genau einem Jahr wurde er vom Ministerposten entlassen, er blieb aber weiterhin stellvertretender Premierminister. 
Seit dem 21. Dezember 2024 ist er stellvertretender Premierminister sowie kasachischer Wirtschaftsminister.